# Walter Absil
Walter Absil (* 26. November 1924 in Wien als Walter Bondy; † 28. Oktober 2015 in Montreal) war ein nach Kanada ausgewanderter österreichischer Holocaust-Überlebender.

## Leben
Walter Absil wurde in eine nicht religiös jüdische Familie geboren. Seine Eltern Otto und Margarethe Bondy führten eine Lederwarenfabrikation in der Bechardgasse 16 im 3. Wiener Gemeindebezirk. Als Österreich 1938 an Deutschland angeschlossen wurde, beschloss sein Vater, das Land zu verlassen. Die Familie wurde letztlich in Belgien ansässig und lebte dort bis 1940 ohne große Schwierigkeiten. Dies änderte sich nach dem Einmarsch der Nationalsozialisten in Belgien.
Als die in Belgien lebenden Juden 1941 dazu aufgefordert wurden, sich am Bahnhof zu melden, um sich in Zwangsarbeit im Deutschen Reich zu begeben, weigerte sich Absils Vater, diesem Ruf Folge zu leisten. In der Folge war die Familie dazu gezwungen, sich zu verstecken, das Versteck der Familie wurde jedoch im September 1943 entdeckt. Walter Absils Mutter und Vater wurden von Gestapo-Beamten ins SS-Sammellager Mechelen gebracht und von dort am 20. September 1943 ins KZ Auschwitz-Birkenau deportiert, wo sie nach ihrer Ankunft vergast wurden. Zufällig befanden sich Absil und seine Schwester Liese zu diesem Zeitpunkt nicht im Versteck. Sie schafften es beide, bis zur Befreiung Belgiens 1944 unentdeckt zu bleiben. Liese versteckte sich in dem Karmelitinnenkloster Sainte Foy-les-Lyons.
Im September 1951 wanderte Absil mit seiner Frau, die er 1945 geheiratet hatte, und mit seinen beiden ersten (von drei) Kindern nach Montreal aus, wo er bis zu seinem Tod lebte. Nach 1951 war er als Händler und Manager tätig. Außerdem arbeitete er ehrenamtlich am Montreal Holocaust Memorial Centre.

## Auszeichnungen
- 2013: Goldenes Ehrenzeichen für Verdienste um die Republik Österreich